# デーヴィッド・ライト (俳優)
デーヴィッド・ライト（David Light、本名不明、生年月日不明）は、アメリカ合衆国出身の俳優である。主に1980年代初頭から1990年代に掛けてフィリピンで製作されたアクション映画で活躍した。同名の米国俳優が存在するためにインターネット・ムービー・データベースではデーヴィッド・ライト（1）と分類されている。
クレジット名義は他にデーヴ・ライト(Dave Light) があり、『ニンジャ刑事/ダブル・エッジ』（1985年/未/ビデオ）、『地獄の戦士/ブラック・ファイアー』（1985年/未/ビデオ）、『地獄からの復讐/コマンドー・ウルフ』（1987年）ではこの名義でクレジットされた。キャリアの初期や『狼どもの戦場（コマンドー軍団3）』（1984年/未/ビデオ/テレビ放映）や『インディオ』（1989年/未/ビデオ）等のイタリア映画ではクレジットされないことが度々あった。

## 来歴

### フィリピンでの初期のキャリア
1983年には『ニンジャ刑事/ダブルエッジ』（1985年/未/ビデオ）等の荒唐無稽な疑似米国映画を1980年代に量産した香港系のシルヴァー・スター・フィルム社のMIA物『地獄の報酬/ベトナム捕虜救出作戦』（未/ビデオ）とフィリピン・ローカル映画『フラメンタード』（未ソフト化）辺りの端役から出演が確認される。この2作品に出演した俳優たちは後年のフィリピン産疑似米国映画を担う人材が少なくなかった。ライトもその一人だが、シルヴァー・スター・フィルム社作品やシリオ・H・サンティアゴ監督作品を中心に出演を続けたが、中々芽が出ずに兵士やチンピラなどの端役でくすぶっていた。1985年にはサンティアゴ監督のレイプ・リベンジ物『裸の復讐』（未/ビデオ）の5人のレイプ犯（演じるはカズ・ギャラス、エド・クリック、ドン・ゴードン・ベル、ニック・ニコルスン）の一人に起用されたが、他には特に目立つものは無かった。当時はエディー・ニカートやジェット・C・エスピリートが監督するタガログ語映画にも出演し、ライトと同時期に活動したジム・ゲインズやポール・ヴァンス、ニック・ニコルスン等も同様な外国人タレント的な位置付けだった。

### 飛躍の時
1987年にはフィリピンのリーガル・フィルム社のベトナム戦争物『ファントム・ソルジャー』とイタリアのリーガル・フィルム社（前記の同名の会社とは別会社）でポール・D・ロビンスン（イグナチオ・ドルチェ）監督の手掛けたベトナム戦争外伝『ザ・コマンダー/死からの脱出』のソ連軍士官役の悪役で存在を示した。続く1988年にはロビンスン監督のベトナム戦争物『ラストプラトーン』（未/ビデオ/テレビ放映）の囚人兵に起用され、ギリシャ出身のイタリア俳優のヴァッシリ・カリスやメル・デーヴィッドスン、アンソニー・ソーヤー（トニー・オグンサヤ）と言った曲者俳優が仲間を演じた。また、『宇宙空母ギャラクティカ』（1978年）のリチャード・ハッチと『ハロウィン』（1978年）のドナルド・プレザンスと言った名優が主演だった。

### 主役に抜擢される
相変わらず当時も脇役が多かったが、1988年には渡辺ケン監督のベトナム戦争物のVシネマ『地獄へのパスポート』に於ける米軍小隊の隊長の主役に抜擢された。毎度の如く笑顔も見せな暗い印象の芝居で、共演の兵士役もジム・モスとマイケル・ウェルボーンと言ったスター性の無い地味な顔ぶれだった。そのためかスターのオーラが感じられない。また、フィルムではなく、ビデオ撮影のために尚更である。渡辺監督にしては『ブルドッグ』（1991年）へ連なる習作であろう。因みに、同年に出演したゲーリー・ダニエルズ主演のベトナム戦争物『ファイナル・ターゲット/血の報復』（未/ビデオ）での主人公の戦友役の方が好演で、ウェルボーンも同部隊の兵士役で出演していた。

### 脇役俳優へ逆戻り
先述の『地獄へのパスポート』がごく低予算だったから主演出来たのであって、その後、以前と同様にアクション映画の脇役を務め、イタリアのアンソニー・M・ドースン（アントニオ・マルゲリーティ）監督作品にも数本起用されたが、クレジットされなかった。日本のスコラ・ビデオのVシネマ『爆裂!!Mコネクション/ザ・ファイナル・シューティング』（1992年）にも出演しており、村上里佳子と羽賀研二の主演でネッド・ホーラニやヘンリー・ストラザルコウスキーも出演していたが、マイク・モンティーはクレジットのみだった。その後のライトは出演履歴が途絶えている。

### フィルモグラフィ
1983年
- 『地獄の報酬/ベトナム捕虜救出作戦』（未/ビデオ）（キング・ビデオ/東北新社から発売済み）ジョン・ゲール（ジュン・ガラルド）監督、リチャード・ハリスン、ロマーノ・クリストフ、ジム・ゲインズ、ドン・ゴードン・ベル、マイケル・ジェームズ、キャロル・ロバーツ（テッチー・アグバヤーニ）、マイク・モンティ、マイク・コーエン、トニー・マックイーン、デーヴィッド・アンダースン、ロニー・パタースン出演
- 『フラメンタード』（未ソフト化）
- 『トルネード』（未/ビデオ）（パック・インから発売済み）（クレジットなしアンソニー・M・ドースン（アントニオ・マルゲリーティ）監督、ティモシー・ブレント（ジャンカルロ・プレテ）、トニー・マーシナ（アントニオ・マルシーナ）、アラン・コリンズ（ルチアーノ・ピゴッツィ）、ロマーノ・クリストフ、マイケル・ジェームズ、マイク・モンティ、エドゥアルド・マルゲリーティ出演
- 『バイオレントハンター』（未/ビデオ）（東宝から発売済み）テディー・ページ監督、リチャード・ハリスン、ブルース・バロン、フィリップ・ガンボア、ジム・ゲインズ、ドン・ゴードン・ベル出演
- 『復讐！炎のコマンド』（未/ビデオ）（クレジットなし）（日本コロムビアから発売済み）テディー・ページ監督、リチャード・ハリスン、ブルース・バロン、マイク・モンティ、ジム・ゲインズ、ルエル・ヴァーナル出演
- 『マッド・ドッグ2』（未ソフト化）（クレジットなし）ジョン・ゲール（ジュン・ガラルド）監督、ブルース・バロン、ロマーノ・クリストフ、マイケル・ジェームズ、ロバート・マリウス、スバス・ヘレロ出演

1984年
- 『マッド・ウォリアーズ/爆裂未来都市2000年』（未/ビデオ）（マウントライト/ソニーから発売済み）ウィリー・ミラン監督、アンソニー・アロンゾ、ジョーニー・ガンボア、マックス・ラウレル、ロバート・マリオス（ロバート・マリウス）出演
- 『地獄の処刑人』（未/ビデオ）（東宝から発売済み）テディー・ページ監督、リチャード・ハリスン、マイク・モンティ、ジム・ゲインズ、ディック・イスラエル、ドン・ゴードン・ベル出演
- 『ファイアー・マックス』（未/ビデオ/テレビ放映＝テレビ金沢・土曜ビッグシアター枠1991年）（クレジットなし）（東芝映像から発売済み）シリオ・H・サンティアゴ監督、ゲーリー・ワトキンス、ローラ・バンクス、ジョゼフ・アンダースン（ジョー・マリ・アヴェラーナ）、ナイジェル・ホッジ、ヘンリー・シャーマン（ヘンリー・ストラザルコウスキー）出演
- 『狼どもの戦場（コマンドー軍団3）』（未/ビデオ/）（大映から発売済み）（クレジットなし）アンソニー・M・ドースン（アントニオ・マルゲリーティ）監督、リュウイス・コリンズ、リー・ヴァン・クリーフ、アーネスト・ボーグナイン、ミムジー・ファーマー、クラウス・キンスキー、ハンス・リュートネッガー、ヴォルフガング・パンペル、ブルース・バロン、マンフレッド・レーマン、プロタシオ・ディー、ルネ・アバデサ、ルチアーノ・ピゴッツィ出演

1985年
『ニンジャ刑事/ダブル・エッジ』（未/ビデオ）（松竹から発売済み）ジョン・ロイド（テディー・ページ）監督、ロン・クリストフ（ロマーノ・クリストフ）、ジョン・モス（ジム・モス）、ジム・ゲインズ、渡辺ケン、ロバート・メースン（ロバート・マリウス）、ダン・アンダースン（デーヴィッド・アンダースン）、ジェリー・バイロ（ジェリー・ベイリー）出演
- 『熱い復讐』（未ソフト化）（クレジットなし）エドワード・D・マーフィー監督、リチャード・ハッチ、ロバート・ウォーカー、マイケル・J・ポラード、ブルース・バロン、ロバート・マリウス出演
- 『黙示録の勇者たち』（未ソフト化）ボビー・A・スアレス監督、マイケル・ジェームズ、デボラ・ムーア、チトー・グェレーロ（フランコ・グェレーロ）、ロバート・マリウス、クリスティーン・エリス、ドン・ゴードン・ベル、ケン・メトカーフ出演
- 『マッド・ウエポン/復讐の爆裂部隊』（未/ビデオ）（徳間コミュニケーションズから発売済み）ボビー・A・スアレス監督、クリストファー・ミッチャム、ジョン・フィリップ・ロウ、フランコ・グェレーロ、ロバート・マリウス、ドン・ゴードン・ベル、ケン・メトカーフ、デーヴィッド・ブラス、ナイジェル・ホッジ、ウィリー・ウィリアムズ出演
- 『コマンドー・レオパルド（コマンドー軍団2）』（未/ビデオ/テレビ放映）（大映から発売済み）（クレジットなし）アンソニー・M・ドースン（アントニオ・マルゲリーティ）監督、リュウイス・コリンズ、マンフレッド・レーマン、ジョン・スタイナー、クラウス・キンスキー、スバス・ヘレロ、マイク・モンティ、マイケル・ジェームズ、トニー・カレオン、ルネ・アバデサ出演
- 『裸の復讐』（未/ビデオ）（ベストロン/ポニーから発売済み）シリオ・H・サンティアゴ監督、デボラ・トラネッリ、ビル・マクローリン、カズ・ギャラス、ドン・ゴードン・ベル、エド・クリック、ニック・ニッケルスン（ニック・ニコルスン）、ナイジェル・ホッジ出演
- 『地獄の戦士/ブラック・ファイアー』（未/ビデオ）（松竹から発売済み）テディー・ページ監督、ロン・クリストフ（ロマーノ・クリストフ）、ジム・ゲインズ、ルエル・ヴァーナル出演
- 『戦場のサムライ』（未/ビデオ）（東芝映像から発売済み）（クレジットなし）チャーリー・オルドネス、ニック・カカス共同監督、ロン・マルチーニ、マリリン・バウティスタ、ロバート・マリウス、マイク・モンティ、マイク・コーエン、ジョー・メイヤー、ローランド・ダンテス、アーニー・オルテガ出演
- 『デストロイヤー』（未/ビデオ）（東芝映像から発売済み）シリオ・H・サンティアゴ監督、リチャード・ヒル、カズ・ギャラス出演
- 『コマンド・ファイター』『未/ビデオ』（RCA/コロンビアから発売済み）シリオ・H・サンティアゴ監督、リチャード・ヒル、ブレンダ・バーキ出演

1986年
- 『復讐部隊』（未ソフト化）ジェット・C・エスピリート監督
- 『ヘル・キャンプ』（未/ビデオ/テレビ放映＝テレビ朝日・シネマエクスプレス枠1998年）（RCA/コロンビアから発売済み）エリック・カースン監督、トム・スケリット、アンソニー・ザーブ、リチャード・ラウンドトゥリー出演
- 『コブラ・ミッション/地獄の救出作戦』（未/ビデオ/テレビ放映＝テレビ東京・シネマタウン枠1995年）（テイチクから発売済み）ラリー・ラドマン（ファブリツィオ・デ・アンジェリス）監督、オリヴァー・トビアス、クリストファー・コネリー、マンフレッド・レーマン、ジョン・イーサン・ウェイン、ジョン・スタイナー、ドナルド・プレザンス、ゴードン・ミッチェル、エンツォ・G・カステッラーリ、アラン・コリンズ（ルチアーノ・ピゴッツィ）、トーマス・ムーア（エンニオ・ジロラーミ）、リチャード・レスター、ウィリー・ウィリアムズ出演
- 『アマゾネス刑事/死の標的』（未/ビデオ）（東映/東北新社から発売済み）シリオ・H・サンティアゴ監督、セク・ヴェレル、ジョー・マリ・アヴェラーナ、フレデリック・ベイリー、ジョーニー・ガンボア、ヴィック・ディアス、レオ・マルティネス、ニック・ニコルスン、マイク・モンティ出演
- 『バトル・ウォーズ』（未/ビデオ/テレビ放映＝MRO・名画招待席枠1992年3月→字幕スーパー版）（チャンネルコミュニケーションズから発売済み）ロマーノ・スカヴォリーニ監督、クライヴ・ウッド、ロバート・ハウフレクト、ベアード・スタッフォード、ロマーノ・クリストフ、ロバート・マリウス、ジム・ゲインズ、マイク・モンティ出演
- 『ザ・フューチャーハンター』（未/ビデオ）（ベストロン/ポニーから発売済み）シリオ・H・サンティアゴ監督、ロバート・パトリック、リチャード・ノートン、リンダ・キャロル、ブルース・リィ、ウォン・チャン・リー出演

1987年
- 『ファントム・ソルジャー』（日本コロムビアから発売済み）アーヴィン・ジョンスン（テディー・ページ）、ジム・ゲインズ（クレジットなし）共同監督、マックス・セーヤー、コーウィン・スペリー、マイク・モンティ、ジム・ゲインズ、リチャード・キング出演
- 『ザ・コマンダー/死からの脱出』（東芝映像から発売済み）ポール・D・ロビンスン（イグナチオ・ドルチェ）監督、クレイグ・アラン、タニア・ゴメス、渡辺ケン、マイク・モンティ、マックス・ラウレル出演
- 『アイ・オブ・ザ・イーグル』（未/ビデオ）（CBS/フォックスから発売済み）シリオ・H・サンティアゴ監督、ブレット・クラーク、ロバート・パトリック、セク・ヴェレル、エド・クリック、マイク・モンティ出演
- 『彼女がトカゲに喰われたら』（未/ビデオ）（東芝映像から発売済み）シリオ・H・サンティアゴ監督、キャスリン・ウィット、ウィリアム・スタイス、ローラ・バンクス、フレデリック・ベイリー、ジョー・マリ・アヴェラーナ、ニック・ニコルスン、ジョゼフ・ズッチェロ、ラモン・ダサルヴァ出演
- 『ビハインド・エネミー・ライン』（未ソフト化）シリオ・H・サンティアゴ監督、ロバート・パトリック出演
- 『エンジェル・コマンド』（ヘラルド/ネルソンから発売済み）（テレビ放映＝テレビ東京・木曜洋画劇場枠1993年）シリオ・H・サンティアゴ監督、レベッカ・ホールデン、チャック・ワグナー、リン・ホリー・ジョンスン出演
- 『地獄からの復讐/コマンドー・ウルフ』（日本コロムビアから発売済み）クラーク・ヘンダースン監督、リチャード・ヤング、P・J・ソールズ、ジョン・アレン・ネルスン、ジミー・B・ジュニア、ジョー・マリ・アヴェラーナ、レオ・マルティネス、ジョーニー・ガンボア、フレデリック・ベイリー出演

1988年
- 『地獄へのパスポート』（Vシネマ）（コアラ・ブックスから発売済み）渡辺ケン監督、ジム・モス、マイケル・ウェルボーン、アンソニー・イースト、マーヴィン・ブンド、ロイ・カタナ出演
- 『SFXリタリエーター』（未/ビデオ）（チャンネルコミュニケーションズから発売済み）ジョン・ゲール（ジュン・ガラルド）監督、クリス・ミッチャム、リンダ・ブレア、ゴードン・ミッチェル出演
- 『ザ・コマンダー』（未ソフト化）（クレジットなし）アンソニー・M・ドースン（アントニオ・マルゲリーティ）監督、リュウイス・コリンズ、リー・ヴァン・クリーフ、ドナルド・プレザンス、ジョン・スタイナー、マンフレッド・レーマン、ブレット・ハルゼイ、パウル・ミューラー、ロマーノ・プッポ、ボビー・ローズ、アントニオ・カンタフォーラ、マイク・モンティ、ルチアーノ・ピゴッツィ出演
- 『ファイナル・ターゲット/血の報復』（未/ビデオ）（CIC/ビクターから発売済み）テッド・ヘミングウェイ（テディー・ページ）監督、ゲーリー・ダニエルズ、ジム・ゲインズ、リチャード・キング、プロタシオ・ディー出演
- 『ラストプラトーン』（未/ビデオ/テレビ放映＝TBS・水曜ロードショー枠1991年、フジテレビ・ミッドナイトアートシアター枠1998年）（TDKコアから発売済み）ポール・D・ロビンスン（イグナチオ・ドルチェ）監督、リチャード・ハッチ、ドナルド・プレザンス、マイク・モンティ、ヴァッシリ・カリス出演
- 『特攻部隊/フルメタル・ソルジャー』（未/ビデオ）（RCA/コロンビアから発売済み）シリオ・H・サンティアゴ監督、アンソニー・フィネッティ、ピーター・ネルスン、ヴィック・ディアス出演

1989年
- 『トライゴン・ファイヤー』（未/ビデオ）（東芝映像から発売済み）ジョン・ロイド（テディー・ページ）監督、サム・ジョーンズ、ブルーベリー、マイク・モンティ、アンソニー・イースト、ジム・モス出演
- 『レディ・ウェポン（美人刑事シルク）』（未/ビデオ/テレビ放映＝テレビ東京・サンデーロードショー枠1998年）（東芝映像から発売済み）シリオ・H・サンティアゴ監督、モニーク・ゲーブリエル、ピーター・ネルスン、ジャン・マーリン出演
- 『インディオ』（未/ビデオ）（CIC/ビクターから発売済み）アンソニー・M・ドースン（アントニオ・マルゲリーティ）監督、マーヴェラス・マーヴィン・ハグラー、フランチェスコ・クイン、ブライアン・デネヒー、テッチー・アグバヤーニ、ルエル・ヴァーナル、スバス・ヘレロ、ロイ・カタナ、ルネ・アバデサ出演
- 『地獄の爆走/ブラッド・チェイス』（未/ビデオ）（徳間コミュニケーションズから発売済）テッド・ジョンスン（テディー・ページ）監督、アンドリュウ・スティーヴンス、カレン・シェパード、マイク・モンティ出演

1990年
- 『ブラック・コブラ3』（未/ビデオ）（徳間コミュニケーションズから発売済み）ダン・エドワーズ（エドゥアルド・マルゲリーティ）監督、フレッド・ウィリアムスン、マイク・モンティ、ネッド・ホーラニ出演
- 『テロリスト・ファイター91』（未/ビデオ）（東芝映像から発売済み）シリオ・H・サンティアゴ製作、ピエール・J・オッペンハイマー監督、ゲーリー・ロックウッド、ジョアンナ・ペテット出演
- 『クライム・ストッパー』（未ソフト化）ロマーノ・クリストフ出演

1991年
- 『インディオ2/反乱』（未ソフト化）（クレジットなし）アンソニー・M・ドースン（アントニオ・マルゲリーティ）監督、マーヴェラス・マーヴィン・ハグラー出演

1992年
- 『爆裂!!Mコネクション/ザ・ファイナル・シューティング』（Vシネマ）（スコラから発売済み）村上里佳子、羽賀研二、水上保広、横須賀昌美、ネッド・ホーラニ、睦五朗、松本竜介出演